# Női 3000 méteres rövidpályásgyorskorcsolya-váltó az 1992. évi téli olimpiai játékokon
Az 1992. évi téli olimpiai játékokon a rövidpályás gyorskorcsolya női 3000 méteres váltó versenyszámát február 20-án rendezték. Az aranyérmet a kanadai csapat nyerte meg. A versenyszámban nem vett részt magyar csapat.
A rövidpályás gyorskorcsolya először szerepelt a téli olimpia hivatalos programjában, így ezt a versenyszámot először rendezték meg.

## Rekordok
A versenyt megelőzően a következő rekord volt érvényben:
| Világrekord | Kína (CHN) | 4:33,49 | Albertville, Franciaország | 1991. november 17. |

A verseny új világcsúcs nem született. Elsőként megrendezett versenyszámként olimpiai rekord még nem volt. Az olimpiai rekord a következők szerint alakult:
| Kanada (CAN) | 4:42,10 | Albertville, Franciaország | 1994. február 20. |
| Japán (JPN)  | 4:37,08 | Albertville, Franciaország | 1994. február 20. |

## Eredmények
A két futamból az első két helyezett jutott a döntőbe. A rövidítések jelentése a következő:
- Q: a döntőbe jutott
- OR: olimpiai rekord

### Elődöntők
| Helyezés | Csapat                  | Idő      | Mj       |
| 1. futam | 1. futam                | 1. futam | 1. futam |
| -------- | ----------------------- | -------- | -------- |
| 1.       | Kanada (CAN)            | 4:42,10  | Q, OR    |
| 2.       | Egyesült Államok (USA)  | 4:42,56  | Q        |
| 3.       | Hollandia (NED)         | 4:47,21  |          |
| 4.       | Olaszország (ITA)       | 4:47,31  |          |
| 2. futam |                         |          |          |
| 1.       | Japán (JPN)             | 4:37,08  | Q, OR    |
| 2.       | Egyesített Csapat (EUN) | 4:38,37  | Q        |
| 3.       | Franciaország (FRA)     | 4:43,32  |          |
| –        | Kína (CHN)              | kizárták |          |

### Döntő
| Helyezés | Csapat                  | Idő     | Mj |
| -------- | ----------------------- | ------- | -- |
| Arany    | Kanada (CAN)            | 4:36,62 |    |
| Ezüst    | Egyesült Államok (USA)  | 4:37,85 |    |
| Bronz    | Egyesített Csapat (EUN) | 4:42,69 |    |
| 4.       | Japán (JPN)             | 4:44,50 |    |

### Végeredmény
| Helyezés | Csapat |
| -------- | --- |
| Arany    | Kanada (CAN) · Angela Cutrone · Sylvie Daigle · Nathalie Lambert · Annie Perreault                          |
| Ezüst    | Egyesült Államok (USA) · Darcie Dohnal · Amy Peterson · Cathy Turner · Nikki Ziegelmeyer                    |
| Bronz    | Egyesített Csapat (EUN) · Julija Allagulova · Natalja Iszakova · Viktorija Troickaja · Julija Vlaszova      |
| 4.       | Japán (JPN) · Naitó Mie · Szató Rie · Takeucsi Hiromi · Jamada Nobuko                                       |
| 5.       | Franciaország (FRA) · Valérie Barizza · Sandrine Daudet · Murielle Leyssieux · Karine Rubini                |
| 6.       | Hollandia (NED) · Monique Velzeboer · Simone Velzeboer · Joëlle van Koetsveld-van Ankeren · Priscilla Ernst |
| 7.       | Olaszország (ITA) · Barbara Baldissera · Marinella Canclini · Katia Colturi · Katia Mosconi · Mara Urbani   |
| 8.       | Kína (CHN) · Li Jen · Wang Xiulan · Zhang Yanmei · Li Changxiang                                            |